# Армстронг, Би Джей
Бенджамин Рой «Би Джей» Армстронг-младший (англ. Benjamin Roy "B. J." Armstrong, Jr.; 9 сентября 1967 года, Детройт, штат Мичиган, США) — американский профессиональный баскетболист, трёхкратный чемпион НБА (1991, 1992 и 1993) в составе команды «Чикаго Буллз». Как разыгрывающий защитник он являлся неотъемлемой частью «звёздной» команды «Чикаго» 1990-х годов.

## Ранние годы
Би Джей Армстронг родился 9 сентября 1967 года в городе Детройт (штат Мичиган), посещал школу Бразе Райс в городе Блумфилд-Хиллс (штат Мичиган), которую окончил в 1985 году.

## Карьера

### Карьера игрока
На уровне колледжей Армстронг начал выступать за университет штата Айова, команду «Айова Хэйкис» и стал лучшим игроком колледжа по количеству результативных передач за всё время выступлений с результатом 517. В настоящее время его рекорд был побит, однако Армстронг занимает четвертую позицию за всё время ведения статистики колледжа. Занимает шестое место по количеству перехватов (178) и четвёртое по общему количеству набранных очков (1705). С процентом попаданий .443 из-за трехочковой дуги разыгрывающий защитник в среднем набирал 18,6 очков и отдавал 5,4 результативные передачи. Диплом бакалавра Армстронг получил в мае 1989 года.
Армстронг был выбран на драфте 1989 года в первом раунде под общим 18-м номером командой «Чикаго Буллз» и помог команде выйти в финал Восточной конференции после 55 побед в регулярном чемпионате сезона 1989-90.
В 1991 году помог команде выиграть первый титул чемпиона НБА после 61 победы в регулярном чемпионате, в финале был обыгран «Лос-Анджелес Лейкерс». В следующем сезоне набирал двухзначные показатели в графе очки, при этом выходил со скамейки, подменяя Джона Паксона, а «Чикаго» выиграла 67 матчей регулярного чемпионата и второй титул чемпиона НБА. В 1993 году вновь был игроком запаса, соотношение побед и поражений у «Чикаго» составляло 57—25, а команда в третий раз подряд завоевала титул чемпиона. Также стал лучшим по проценту попаданий в лиге с трехочковой дуги с результатом .453, забив 63 броска с 139 попыток.
В сезоне 1993—94, после неожиданного ухода Майкла Джордана, Армстронг заявил о себе как о лидере, став третьим бомбардиром команды. В сезоне 1994 года был выбран игроком стартового состава на Матч всех звёзд НБА и занял второе место по проценту попаданий с трехочковой дистанции в лиге с результатом .444, процент побед и поражений у «Чикаго» по итогам сезона составил 55—27, а в плей-офф ей удалось добраться только до второго раунда.
В сезоне 1995 года Армстронг вновь стал третьим по результативности в команде, соотношение побед и поражений у «быков» составило 47—35, однако с Джорданом, Пиппеном и Кукочем смогла вновь добраться только до второго раунда плей-офф.
В 1995 году проходил Драфт расширения НБА, в котором принимали участие новые команды и Армстронг стал первым игроком, который попал в состав незадолго до того созданной команды «Торонто Рэпторс». В сезонах 1996 и 1997 годов выступал за «Голден Стэйт Уорриорз». После четырёх матчей 1998 года игрок перешёл в «Шарлотт Хорнетс», сыграв за новую команду в 62 матчах. В сезоне 1999 года сыграл за «Хорнетс» в 10 матчах, а в марте перешёл в «Орландо Мэджик».
30 августа 1999 года вновь подписал контракт с «Чикаго», отыграл в ней сезон 1999—2000 и по окончании сезона объявил о завершении игровой карьеры.

### Дальнейшая карьера
После этого Армстронг попал в тренерский штаб команды «Чикаго Буллз», где стал помощником вице-президента Джерри Краузе. После того, как в 2003 году Краузе подал в отставку, Армстронга по стечению обстоятельств заменил на его посту Паксон, которого ранее в составе «быков» заменил сам Армстронг. В течение двух сезонов Армстронг был рядовым скаутом, а в 2005 году оставил и этот пост.
Бывшего игрока приняли на работу в ESPN, где он стал баскетбольным аналитиком и принимал участие в съемках телевизионной передачи «НВА: Быстрый прорыв». С 2006 года он также работал в компании Wasserman Media Group, занимался спортивным маркетингом, представляя спортсменов в Лос-Анджелесе (Калифорния).
Армстронг выступал в качестве агента для бывшего игрока «Буллз», разыгрывающего Деррика Роуза, который был выбран под первым пиком драфта 2008 года.

## Переходы игрока
- Выбран на драфте 1989 года в первом раунде под общим 18-м номером командой «Чикаго Буллз».
- 24 июня 1995 года выбран на расширительном драфте НБА командой «Торонто Рэпторс».
- 18 сентября 1995 года продан команде «Голден Стэйт Уорриорз» в обмен на Виктора Александера, Карлос Роджерс и права на драфт Мартина Льюиса, Майкла Макдональда и Дуэйна Уитфилда.
- 7 ноября 1997 года обменян в «Шарлотт Хорнетс» на Магси Богза и Тони Делка.
- 10 марта 1999 года обменян вместе с Гленом Райсом и Джей Ар Рейдом в «Лос-Анджелес Лейкерс» на Эдди Джонса и Элдена Кемпбелла.
- 10 марта 1999 года отчислен из «Лейкерс».
- 14 марта 1999 года подписал контракт на правах свободного агента с клубом «Орландо Мэджик».
- 30 августа 1999 года подписал контракт на правах свободного агента с «Чикаго Буллз».

## Статистика

### Статистика в НБА
| Сезон                                                                                    | Команда      | Регулярный сезон | Регулярный сезон | Регулярный сезон | Регулярный сезон | Регулярный сезон | Регулярный сезон | Регулярный сезон | Регулярный сезон | Регулярный сезон | Регулярный сезон | Регулярный сезон | Серия плей-офф | Серия плей-офф | Серия плей-офф | Серия плей-офф | Серия плей-офф | Серия плей-офф | Серия плей-офф | Серия плей-офф | Серия плей-офф | Серия плей-офф | Серия плей-офф |
| Сезон                                                                                    | Команда      | GP               | GS               | MPG              | FG%              | 3P%              | FT%              | RPG              | APG              | SPG              | BPG              | PPG              | GP             | GS             | MPG            | FG%            | 3P%            | FT%            | RPG            | APG            | SPG            | BPG            | PPG            |
| ---------------------------------------------------------------------------------------- | ------------ | ---------------- | ---------------- | ---------------- | ---------------- | ---------------- | ---------------- | ---------------- | ---------------- | ---------------- | ---------------- | ---------------- | -------------- | -------------- | -------------- | -------------- | -------------- | -------------- | -------------- | -------------- | -------------- | -------------- | -------------- |
| 1989/90                                                                                  | Чикаго       | 81               | 0                | 15,9             | 48,5             | 50,0             | 88,5             | 1,3              | 2,5              | 0,6              | 0,1              | 5,6              | 16             | 0              | 13,6           | 33,9           | 0,0            | 91,7           | 1,3            | 1,8            | 0,6            | 0,0            | 4,0            |
| 1990/91                                                                                  | Чикаго       | 82               | 0                | 21,1             | 48,1             | 50,0             | 87,4             | 1,8              | 3,7              | 0,9              | 0,0              | 8,8              | 17             | 0              | 16,1           | 50,0           | 60,0           | 80,0           | 1,6            | 2,5            | 1,1            | 0,1            | 5,5            |
| 1991/92                                                                                  | Чикаго       | 82               | 3                | 22,9             | 48,1             | 40,2             | 80,6             | 1,8              | 3,2              | 0,6              | 0,1              | 9,9              | 22             | 0              | 19,7           | 45,3           | 29,4           | 78,9           | 1,1            | 2,1            | 0,6            | 0,0            | 7,3            |
| 1992/93                                                                                  | Чикаго       | 82               | 74               | 30,4             | 49,9             | 45,3             | 86,1             | 1,8              | 4,0              | 0,8              | 0,1              | 12,3             | 19             | 19             | 33,8           | 52,4           | 51,2           | 90,9           | 1,5            | 3,3            | 1,0            | 0,1            | 11,4           |
| 1993/94                                                                                  | Чикаго       | 82               | 82               | 33,8             | 47,6             | 44,4             | 85,5             | 2,1              | 3,9              | 1,0              | 0,1              | 14,8             | 10             | 10             | 36,0           | 51,9           | 58,3           | 81,8           | 2,4            | 2,5            | 0,8            | 0,0            | 15,3           |
| 1994/95                                                                                  | Чикаго       | 82               | 82               | 31,4             | 46,8             | 42,7             | 88,4             | 2,3              | 3,0              | 1,0              | 0,1              | 14,0             | 10             | 10             | 28,8           | 45,6           | 44,8           | 81,8           | 1,8            | 2,7            | 0,6            | 0,0            | 10,3           |
| 1995/96                                                                                  | Голден Стэйт | 82               | 64               | 27,6             | 46,8             | 47,3             | 83,9             | 2,2              | 4,9              | 0,8              | 0,1              | 12,3             | Не участвовал  | Не участвовал  | Не участвовал  | Не участвовал  | Не участвовал  | Не участвовал  | Не участвовал  | Не участвовал  | Не участвовал  | Не участвовал  | Не участвовал  |
| 1996/97                                                                                  | Голден Стэйт | 49               | 17               | 20,8             | 45,3             | 27,8             | 86,1             | 1,5              | 2,6              | 0,5              | 0,0              | 7,9              | Не участвовал  | Не участвовал  | Не участвовал  | Не участвовал  | Не участвовал  | Не участвовал  | Не участвовал  | Не участвовал  | Не участвовал  | Не участвовал  | Не участвовал  |
| 1997/98                                                                                  | Голден Стэйт | 4                | 0                | 14,8             | 31,6             | 0,0              | 71,4             | 1,8              | 1,5              | 1,0              | 0,0              | 4,3              | Не участвовал  | Не участвовал  | Не участвовал  | Не участвовал  | Не участвовал  | Не участвовал  | Не участвовал  | Не участвовал  | Не участвовал  | Не участвовал  | Не участвовал  |
| 1997/98                                                                                  | Шарлотт      | 62               | 0                | 12,5             | 51,0             | 26,5             | 86,0             | 1,1              | 2,3              | 0,4              | 0,0              | 3,9              | 9              | 0              | 16,2           | 38,1           | 40,0           | 75,0           | 1,1            | 2,0            | 0,7            | 0,0            | 4,1            |
| 1998/99                                                                                  | Шарлотт      | 10               | 1                | 17,8             | 48,8             | 75,0             | 90,0             | 1,6              | 2,7              | 0,3              | 0,0              | 5,7              | Не участвовал  | Не участвовал  | Не участвовал  | Не участвовал  | Не участвовал  | Не участвовал  | Не участвовал  | Не участвовал  | Не участвовал  | Не участвовал  | Не участвовал  |
| 1998/99                                                                                  | Орландо      | 22               | 0                | 8,2              | 42,2             | 14,3             | 81,8             | 1,0              | 1,5              | 0,4              | 0,0              | 2,2              | 2              | 0              | 1,5            | 0,0            | -              | -              | 0,0            | 0,5            | 0,0            | 0,0            | 0,0            |
| 1999/00                                                                                  | Чикаго       | 27               | 18               | 21,6             | 44,6             | 44,8             | 88,0             | 1,7              | 2,9              | 0,3              | 0,0              | 7,4              | Не участвовал  | Не участвовал  | Не участвовал  | Не участвовал  | Не участвовал  | Не участвовал  | Не участвовал  | Не участвовал  | Не участвовал  | Не участвовал  | Не участвовал  |
|                                                                                          | Всего        | 747              | 341              | 23,8             | 47,7             | 42,5             | 85,6             | 1,8              | 3,3              | 0,7              | 0,1              | 9,8              | 105            | 39             | 22,5           | 47,1           | 45,1           | 83,2           | 1,4            | 2,4            | 0,8            | 0,0            | 7,9            |
| Наведите курсор мыши на аббревиатуры в заголовке таблицы, чтобы прочесть их расшифровку. |              |                  |                  |                  |                  |                  |                  |                  |                  |                  |                  |                  |                |                |                |                |                |                |                |                |                |                |                |

### Статистика в NCAA
| Сезон | Команда | Conf    | Class | GP  | GS  | MPG  | FG%  | 3P%  | FT%  | RPG | APG | SPG | BPG | PPG  |
| --- | ------- | ------- | ----- | --- | --- | ---- | ---- | ---- | ---- | --- | --- | --- | --- | ---- |
| 1985/86 | Айова   | Big Ten | FR    | 29  | 3   | 8,0  | 48,5 |      | 90,5 | 0,6 | 1,4 | 0,3 | 0,0 | 2,9  |
| 1986/87 | Айова   | Big Ten | SO    | 35  | 35  | 28,4 | 51,9 | 51,9 | 79,4 | 2,5 | 4,2 | 1,4 | 0,0 | 12,4 |
| 1987/88 | Айова   | Big Ten | JR    | 34  | 34  | 30,1 | 48,2 | 45,3 | 84,9 | 2,2 | 4,6 | 1,8 | 0,0 | 17,4 |
| 1988/89 | Айова   | Big Ten | SR    | 32  | 31  | 31,7 | 48,4 | 39,7 | 83,3 | 2,5 | 5,4 | 1,8 | 0,2 | 18,6 |
| Всего | Всего   | Всего   | Всего | 130 | 103 | 25,1 | 49,2 | 44,3 | 83,1 | 2,0 | 4,0 | 1,4 | 0,1 | 13,1 |
| Наведите курсор мыши на аббревиатуры в заголовке таблицы, чтобы прочесть их расшифровку Статистика приведена с сайта sports-reference.com |         |         |       |     |     |      |      |      |      |     |     |     |     |      |